# 烏丸資任
烏丸 資任（からすまる すけとう）は、室町時代前期から後期にかけての公卿。室町幕府8代将軍・足利義政の寵臣。烏丸豊光の子。官位は従一位。准大臣。号は蓮光院。従姉は日野重子。

## 生涯
足利義教の五男で次期将軍を継承する可能性が低かった義政は、幼少時には母方の一族である資任の屋敷（烏丸殿）にて育てられた。
ところが、嘉吉3年（1443年）、義政が兄の急死で急遽将軍を継ぐことになったため、資任の烏丸殿がそのまま将軍の御所として用いられる事になり、長禄3年（1459年）に義政が室町殿に移るまでこの状態が続いた。このため、将軍の育ての親的存在になった資任の発言力が高まることになった。
文安元年（1444年）に参議、長禄2年（1458年）には従一位・准大臣に任じられた。応仁元年（1467年）に出家し、西誉と号する。応仁の乱を避けて三河国伊良湖御厨（愛知県田原市）に下向し、文明14年（1482年）に同地にて66歳で薨去。

## 人物
今参局（御今）・有馬持家あるいは有馬元家と共に一時幕政に深く関与し、3人とも「おいま」「ありま」「からすま（る）」と「ま」がつくことから「三魔」と呼ばれた。

## 系譜
- 父：烏丸豊光（1378-1429）
- 母：不詳
- 妻：不詳
  - 男子：烏丸益光
  - 男子：烏丸季光
- 養子
  - 男子：烏丸冬光